# Haplomelitta atra
Haplomelitta atra är en biart som beskrevs av Michener 1981. Haplomelitta atra ingår i släktet Haplomelitta och familjen sommarbin. Inga underarter finns listade i Catalogue of Life.